# Камінь (Холмський повіт)
Камінь (пол. Kamień) — село в Польщі, у гміні Камінь Холмського повіту Люблінського воєводства. Населення — 943 особи (2011).

## Історія
1549 року вперше згадується православна церква в селі.
За даними етнографічної експедиції 1869—1870 років під керівництвом Павла Чубинського, у селі здебільшого проживали українськомовні греко-католики, меншою мірою — польськомовні римо-католики. 1872 року місцева греко-католицька парафія налічувала 320 вірян.
У міжвоєнні 1918—1939 роки польська влада в рамках великої акції руйнування українських храмів на Холмщині і Підляшші перетворила місцеву православну церкву на римо-католицький костел.
У 1943 році в селі проживало 296 українців і 357 поляків; на сусідній однойменній колонії — 200 поляків і 104 українці.
У 1975—1998 роках село належало до Холмського воєводства.

## Населення
Демографічна структура станом на 31 березня 2011 року:
|          | Загалом | Допрацездатний вік | Працездатний вік | Постпрацездатний вік |
| -------- | ------- | ------------------ | ---------------- | -------------------- |
| Чоловіки | 472     | 112                | 327              | 33                   |
| Жінки    | 471     | 108                | 291              | 72                   |
| Разом    | 943     | 220                | 618              | 105                  |